# The Official Marvel Graphic Novel Collection
The Official Marvel Graphic Novel Collection (укр. Офіційна колекція графічних романів Marvel) - це колекційні збірки коміксів Marvel Comics, які публікує Hachette Partworks. Серія являє собою збірки спеціального видання у виді графічних романів з твердою палітуркою, кожна з яких збирає усі випуски з одної сюжетної арки про супергероя Marvel, часто це улюблена арка шанувальників або важлива історія з коміксів Marvel Comics.
Серія видається у Великій Британії, Росії, Ірландії, Австралії, Новій Зеландії та Південній Африці (видавництвом Hachette Partworks), у Польщі (видавництвом Hachette Polska), Чехії та Словаччині (видавництвом Panini Fascicule), в Аргентині, Бразилії, Перу та Чилі (видавництвом Editorial Salvat), а також у Франції та Німеччині. Перший англомовний випуск був опублікований у грудні 2011 року.
Серія виявилась настільки успішною для видавництва Hachette Partworks, що вони запустили другу серію з 130 випусками раз у два тижні під назвою Marvel's Mightiest Heroes Graphic Novel Collection.
У лютому 2016 року було оголошено, що колекція буде перевидана з альтернативною нумерацією.

## Marvel's Mightiest Heroes
Друга серія від Hachette Partworks почалася в січні 2013 року, кожен випуск був присвячений іншому різним персонажам Marvel. На цей раз корінець кожної книги мав частину панорамної картини від художника Марко Джюрджевича. Цього разу збірки мали як доволі таки свіжі історії та події, так і ранні класичні історії, а в деяких випадках ще і перші появи (наприклад, перша поява Соколиного Око як самостійного персонажа, плюс його перша поява з Месниками). Хоч і було оголошено чотири випуску, але тільки три були опубліковані, а передзамовникам повідомили, що серія була відкладена. Проте, серія відновилася в січні 2014 року, починаючи з того самого четвертого випуску. Однак цього разу корінці книг створювали панорамну картину вже від художника Аді Ґранова. Це означає, що колекціонери, які придбали оригінальні три тому, повинні були б придбати їх знову, щоб завершити новий панорамний-арт.
У грудні 2015 року офіційний твіттер-аккаунт колекції повідомив, що серія була продовжена ще на сорок випусків.